# Прича о фабрици
Прича о фабрици је југословенски драмски филм, снимљен 1949. године у режији Владимира Погачића.

## Радња
Непосредно по ослобођењу земље, једна од малобројних фабрика улаже напоре да повећа своју производњу. Реакционарни појединци саботажом не успевају да осујете рад, нити да спрече изградњу нових постројења.

## Ликови
| Глумац               | Улога            |
| -------------------- | ---------------- |
| Марија Црнобори      | Марија Млинарић  |
| Страхиња Петровић    | Инжењер Вртар    |
| Љубиша Јовановић     | Коста            |
| Тито Строци          | Гартнер          |
| Бранко Плеша         | Фердо            |
| Мата Милошевић       | Судија           |
| Александар Стојковић | Секулић          |
| Виктор Старчић       | Антиквар         |
| Сима Јанићијевић     | Политички радник |
| Северин Бијелић      |                  |
| Предраг Делибашић    | Инжењер Борис    |
| Дејан Дубајић        | Радозналац       |
| Мира Гавриловић      | Магда            |
| Ксенија Јовановић    | Ксенија          |
| Љиљана Јовановић     | Радница          |
| Мирко Милисављевић   |                  |
| Жарко Митровић       | Свештеник        |
| Дубравка Перић       | Рајка            |
| Влада Петрић         | Гост на пријему  |
| Десанка Погачић      | Вера             |
| Владимир Погачић     | Иследник         |
| Салко Репак          | Вратар у фабрици |
| Јожа Рутић           | Адвокат          |
| Сава Северова        | Усташка веза     |
| Берт Сотлар          | Тужилац          |
| Бојан Ступица        | Врабец           |
| Марија Таборска      | Тета             |
| Нађа Регин           |                  |
| Слободан Колаковић   |                  |
| Јован Јеремић        |                  |
| Бранка Пантелић      |                  |
| Милан Смолик         |                  |

Комплетна филмска екипа  ▼
| Редитељ                   | Владимир Погачић    |                     |
| Сценариста                | Владимир Погачић    |                     |
| Композитор                | Милан Ристић        |                     |
| Композитор                | Миленко Живковић    |                     |
| Директор фотографије      | Владета Лукић       |                     |
| Монтажер                  | Олга Скригин        | (као Олга Кршљанин) |
| Сценограф                 | Аљоша Јосић         |                     |
| Уметнички директор        | Урош Јурковић       |                     |
| Менаџер продукције        | Младен Тодић        | директор филма      |
| Помоћник режије           | Александар Петровић | помоћник редитеља   |
| Помоћник режије           | Здравко Рандић      | помоћник редитеља   |
| Помоћник режије           | Велимир Стојановић  | помоћник редитеља   |
| Одсек за звук             | Радивој Вујић       | тон мајстор         |
| Одсек за камеру и расвету | Јован Јовановић     | пратилац камере     |
| Одсек за камеру и расвету | Коста Михајловић    | пратилац камере     |
| Одсек за камеру и расвету | Јозеф Новотни       | вођа расвете        |
| Музички одсек             | Живојин Здравковић  | диригент            |

## Награде
Филм је награђен наградом Савезне владе за најбољу режију у категорији играног филма као и за најбољу мушку (Страхиња Петровић и Тито Строци) и женску улогу (Дубравка Перић).